# Vinzenz Elsner
Vinzenz Elsner (* 1861 in Wölsdorf; † nach 1893) war ein sudetendeutscher Lehrer und Heimatforscher.
Elsner studierte an der Lehrerbildungsanstalt in Trautenau und wurde nach erfolgreichem Abschluss der Prüfungen als Fachlehrer für die 1. Gruppe und für Tschechisch Fachlehrer in Slatin, Marschendorf, Polkendorf, Pelsdorf und an der Bürgerschulen in Niederrochlitz und Gablonz. Seit 1893 gab er gemeinsam mit dem Rochlitzer Lehrerverein die Heimatkunde des Rochlitzer Bezirkes heraus. Aufgrund seiner guten Tschechischkenntnisse übersetzte er mehrere in dieser Sprache erschienene Heimatbücher ins Deutsche. Er sammelte Sagen und publizierte die Ergebnisse seiner Heimatforschung in mehreren Druckschriften.